# Tai Woffinden
Tai Woffinden (* 10. srpna 1990, Scunthorpe) je britský plochodrážní jezdec. Individuální mistr světa v sezónách 2013, 2015 a 2018. Vítězstvím v Grand Prix 2018 se stal prvním jezdcem z Velké Británie, který se stal třikrát mistrem světa v ploché dráze. Zlatý medailista Speedway of Nations 2021.

## Dětství a mládí
Tai Woffinden se narodil v Anglii. Když jeho otec Rob Woffinden, který byl rovněž plochodrážním jezdcem, ukončil v roce 1994 kariéru, přestěhoval se s rodinou do australského Perthu, který Tai považuje za svou rodnou zemi. Přesto se během své kariéry rozhodl reprezentovat Velkou Británii. V dětství trénoval taekwondo. Jako teenager začal nacházet první úspěchy v místních australských rychlostních soutěžích. V roce 2006 se jeho rodina vrátila do Anglie, aby mu pomohla rozvíjet kariéru.

## Klubová příslušnost
Velká Británie
- Scunthorpe Scorpions (2006–2007)
- Sheffield Tigers (2006)
- Rye House Rockets (2007–2008)
- Wolverhampton Wolves (2009–2014)
- Wolverhampton Wolves (2016)
- Sheffield Tigers (2023–)

Polsko
- Włókniarz Częstochowa (2008–2010)
- Start Gniezno (2011)
- Sparta Wrocław (2012–)

Švédsko
- Vargarna Norrkoping (2008–2011)
- Dackarna Målilla (2012)
- VMS Elit Vetlanda (2014–2016)
- Masarna Avesta (2017–2018)
- Indianerna Kumla (2019)
- Dackarna Målilla (2021)
- Västervik Speedway (2023–)

Dánsko
- Esbjerg Vikings (2022)